# Molenbeek (Erpe-Mere Bovenschelde)
Der Molenbeek ist ein Bach in der belgischen Provinz Ostflandern in der Denderstreek. Er hat eine Länge von etwa 22 km. Die Quelle der Molenbeek liegt in Grotenberge und die Mündung in Wichelen in die Schelde. Nicht zu verwechseln mit der Molenbeek-Ter Erpenbeek, der auch durch Erpe-Mere (und Herzele) fließt.

## Einzugsgebiet
Das Einzugsgebiet der Molenbeek befindet sich in der Provinz Ostflandern und erstreckt sich hauptsächlich über das Gebiet der Gemeinden Wichelen (Schellebelle, Serskamp, Wichelen), Lede (Wanzele, Impe, Smetlede, Papegem, Lede, Oordegem), Erpe-Mere (Erondegem, Vlekkem, Ottergem, Bambrugge und sein Weiler Egem, Burst) und Herzele (Borsbeke, Herzele, Ressegem, Hillegem). Das Einzugsgebiet besteht im Süden aus einem kleinen Teil der Gemeinde Zottegem (Grotenberge, Leeuwergem) und läuft im Westen über die Grenze in das Gebiet der Gemeinde Sint-Lievens-Houtem (Vlierzele, Zonnegem, Letterhoutem).
Der Molenbeek ist ein Teil des Einzugsgebiets der Drie Molenbeken. Die Drie Molenbeken sind Zuflüsse der Bovenschelde. Das Einzugsgebiet der Molenbeek hat eine Fläche von etwa 5276 Hektar und liegt im Einzugsgebiet Bovenschelde. Der Molenbeek mündet in Wichelen im Bovenschelde.
Von die Quelle in Grotenberge bis zur Mündung in der Nähe von Wichelen hat der Molenbeek folgende Zuflüsse: Valleibeek, Fonteinbeek, Doormansbeek, Kasteelgracht, Hellegat, Smoorbeek, Kokelaarsbeek, Zijpbeek, Trotgracht, Overimpebeek, Beekveldzijp, Wellebeek und Vijverbeek.

## Mühlen
An der Molenbeek liegen in der Gemeinde Erpe-Mere drei Mühlen. Die De Watermeulen in Ottergem steht unter Denkmalschutz. Die Egemmolen in Bambrugge wurde größtenteils zerstört, von ihr ist nur das Müllerhaus erhalten. Die Molens Van Sande in Bambrugge wurde neuzeitlich überbaut und wird  als industrielle Mahlmühle genutzt.
| Ort       | Name(n)                                     | Anschrift        | Typ                         | Geschützt | Zustand und Nutzung                                                                                         |
| --------- | ------------------------------------------- | ---------------- | --------------------------- | --------- | --- |
| Bambrugge | Egemmolen Meuleken Tik Tak                  | Everdal 21       | Oberschlächtige Wassermühle | Nein      | Kornmühle Wasserrad entfernt und größtenteils zerstört Müllerhaus wie Landhaus genutzt                      |
| Bambrugge | Molens Van Sande Kasteelmolen Celindermolen | Prinsdaal 33     | Oberschlächtige Wassermühle | Nein      | Früher Kornmühle aber Mühlenzwang Später gemeine Kornmühle Wasserrad entfernt, heute industrielle Mahlmühle |
| Ottergem  | De Watermeulen                              | Ruststraat 10-12 | Oberschlächtige Wassermühle | Ja        | Früher Kornmühle und Ölmühle, später nur noch Kornmühle                                                     |

Egemmolen in Bambrugge
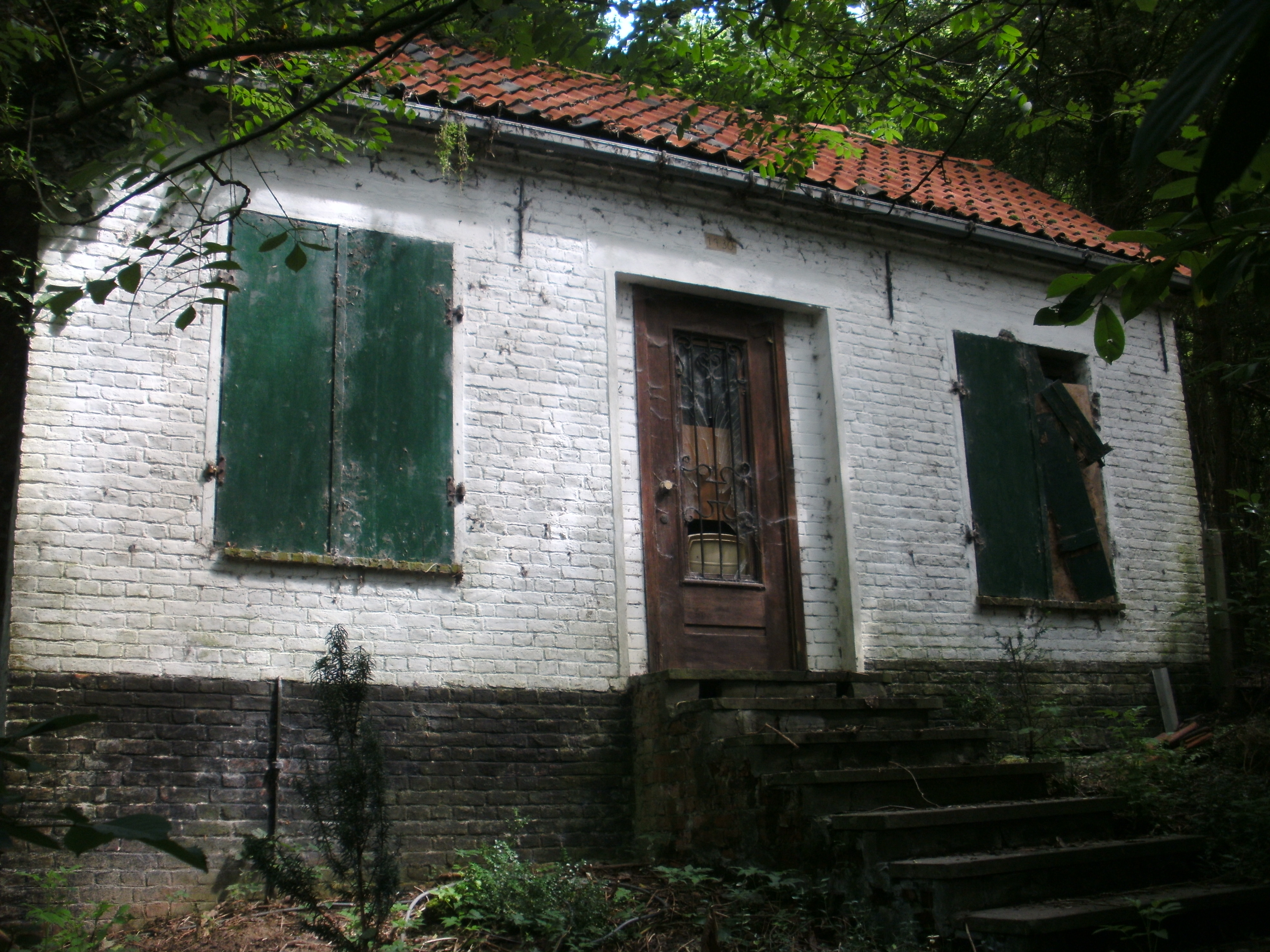
Das ehemalige Müllerhaus
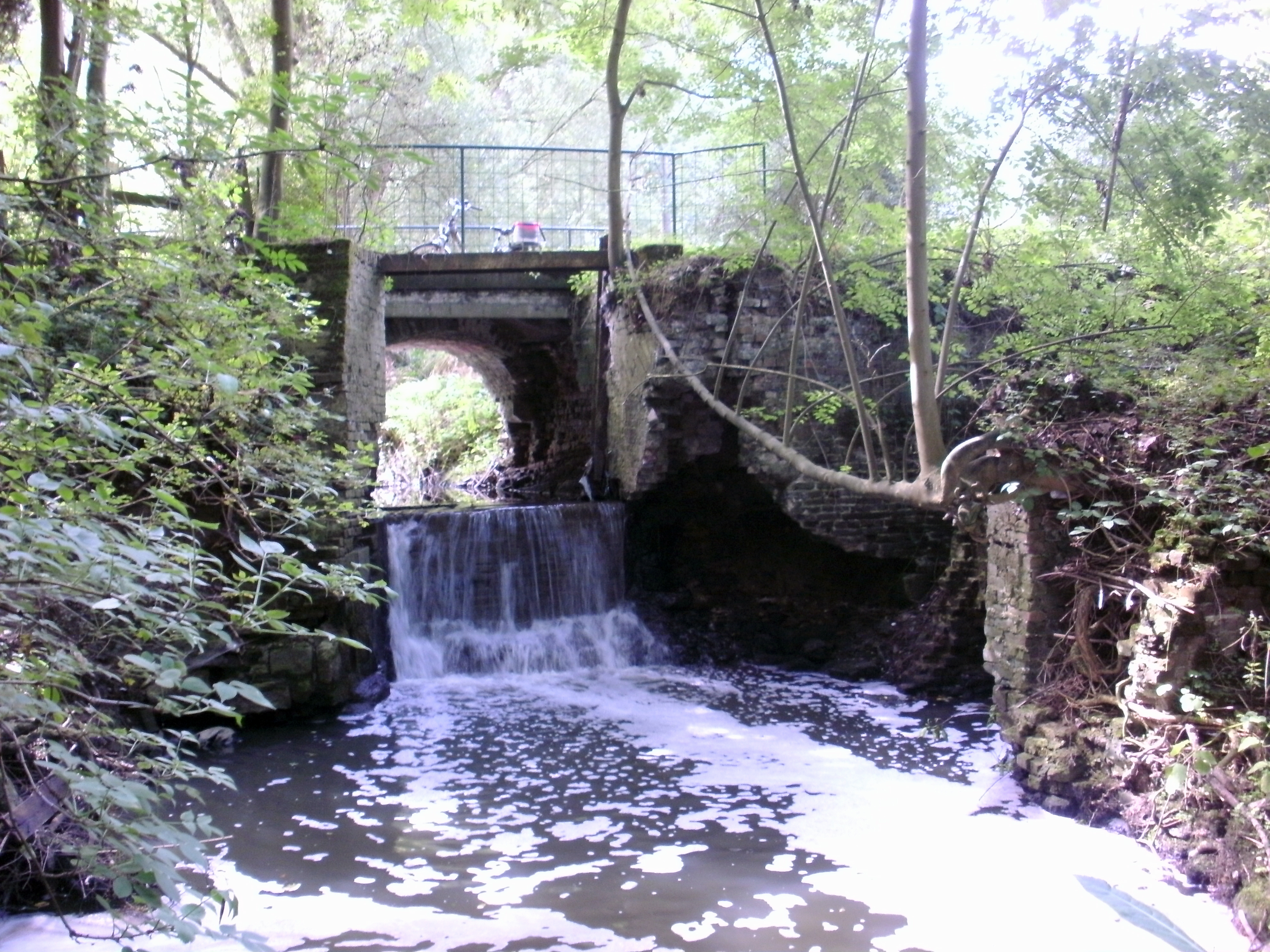
Überbleibsel

Molens Van Sande in Bambrugge
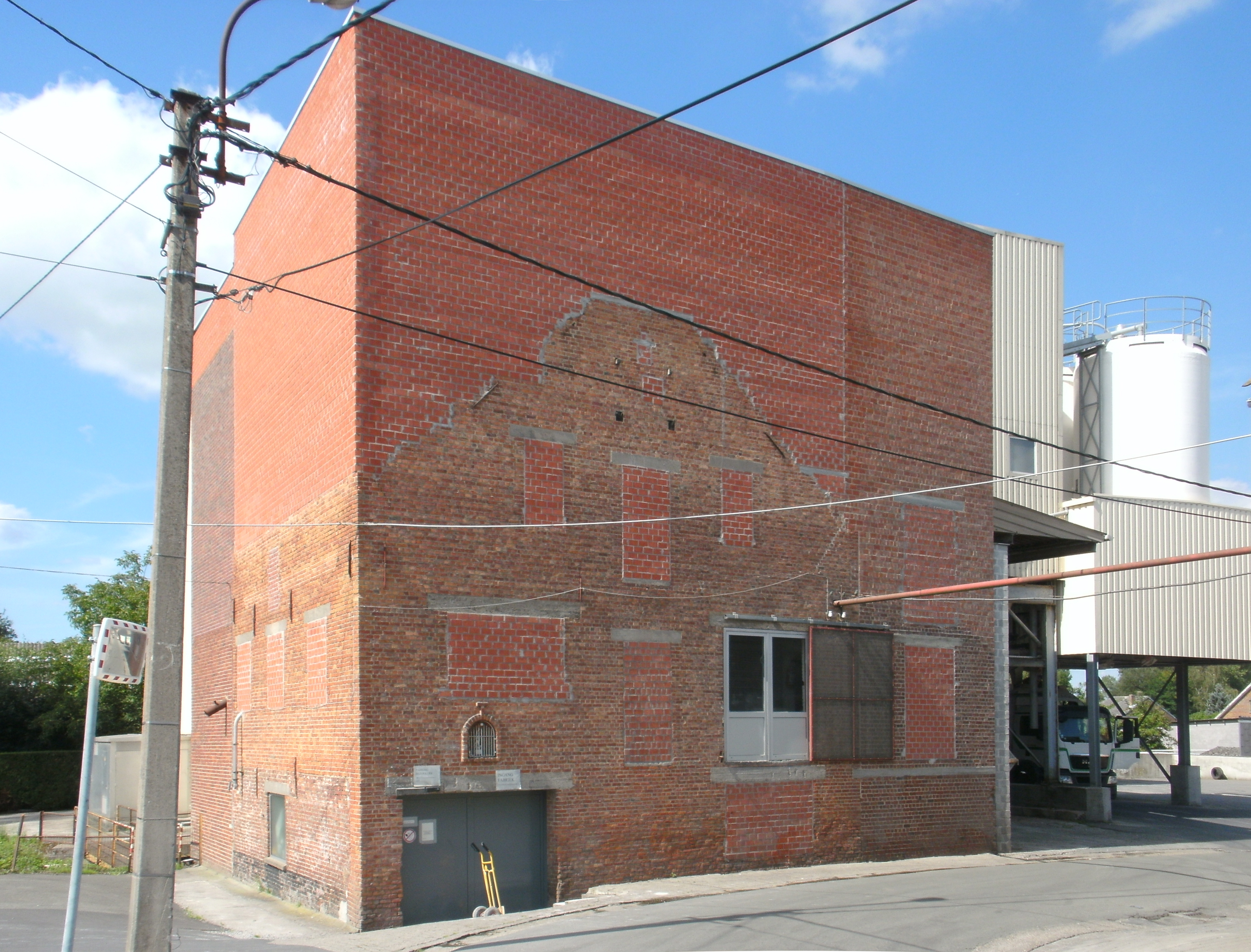
Vorderansicht
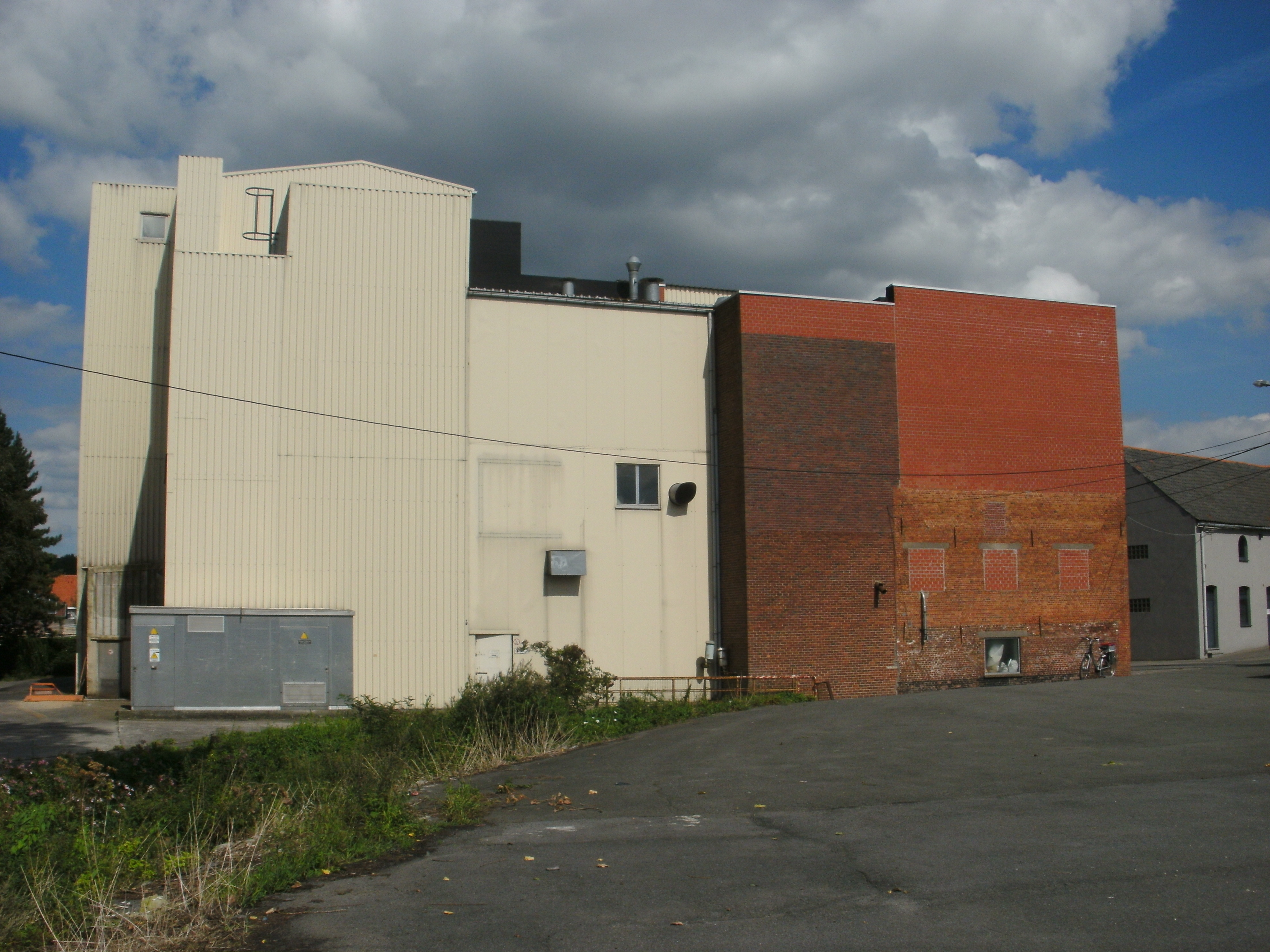
Seitenansicht
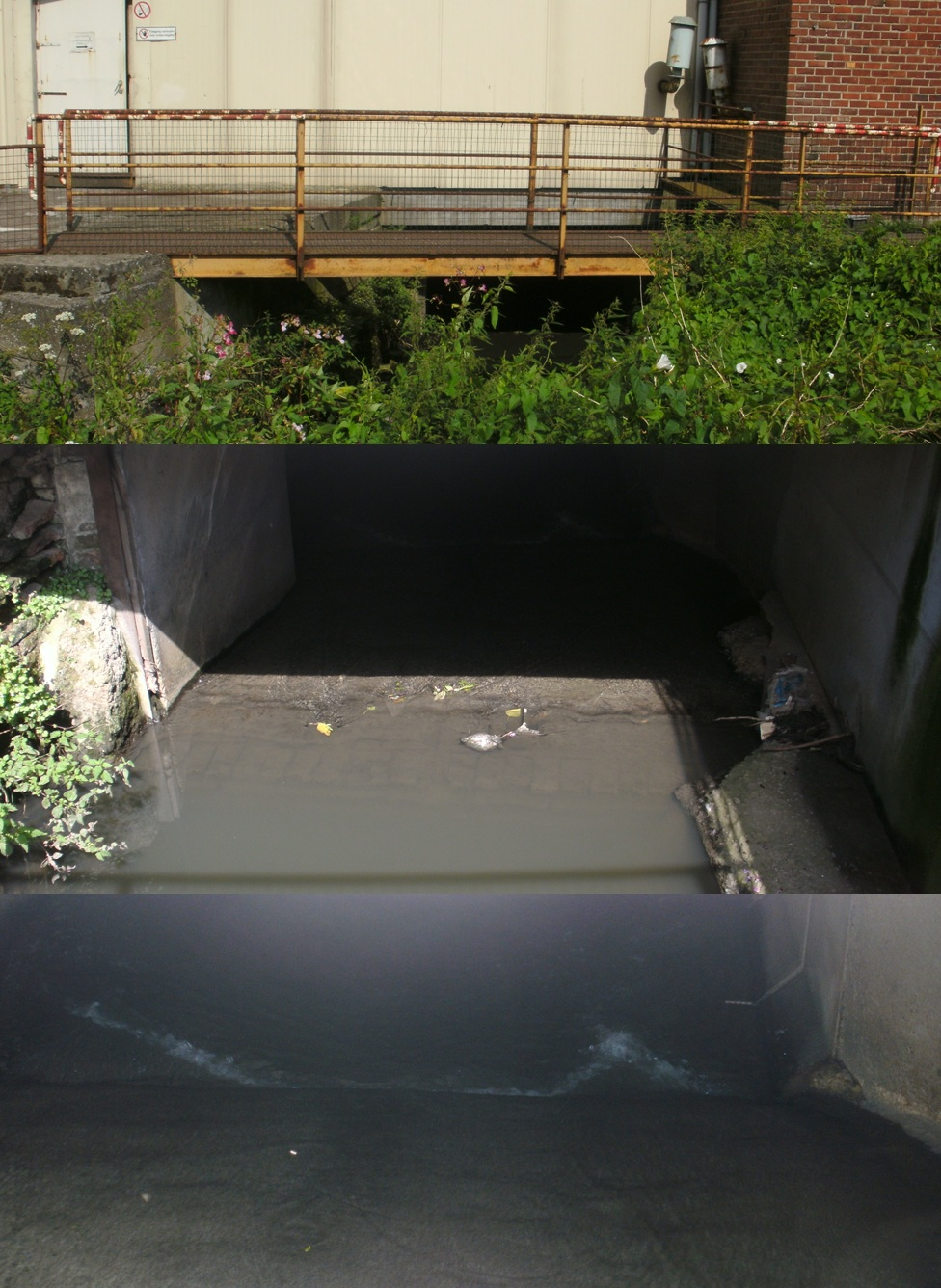
Ort des ehemaligen Wasserrads

De Watermeulen in Ottergem
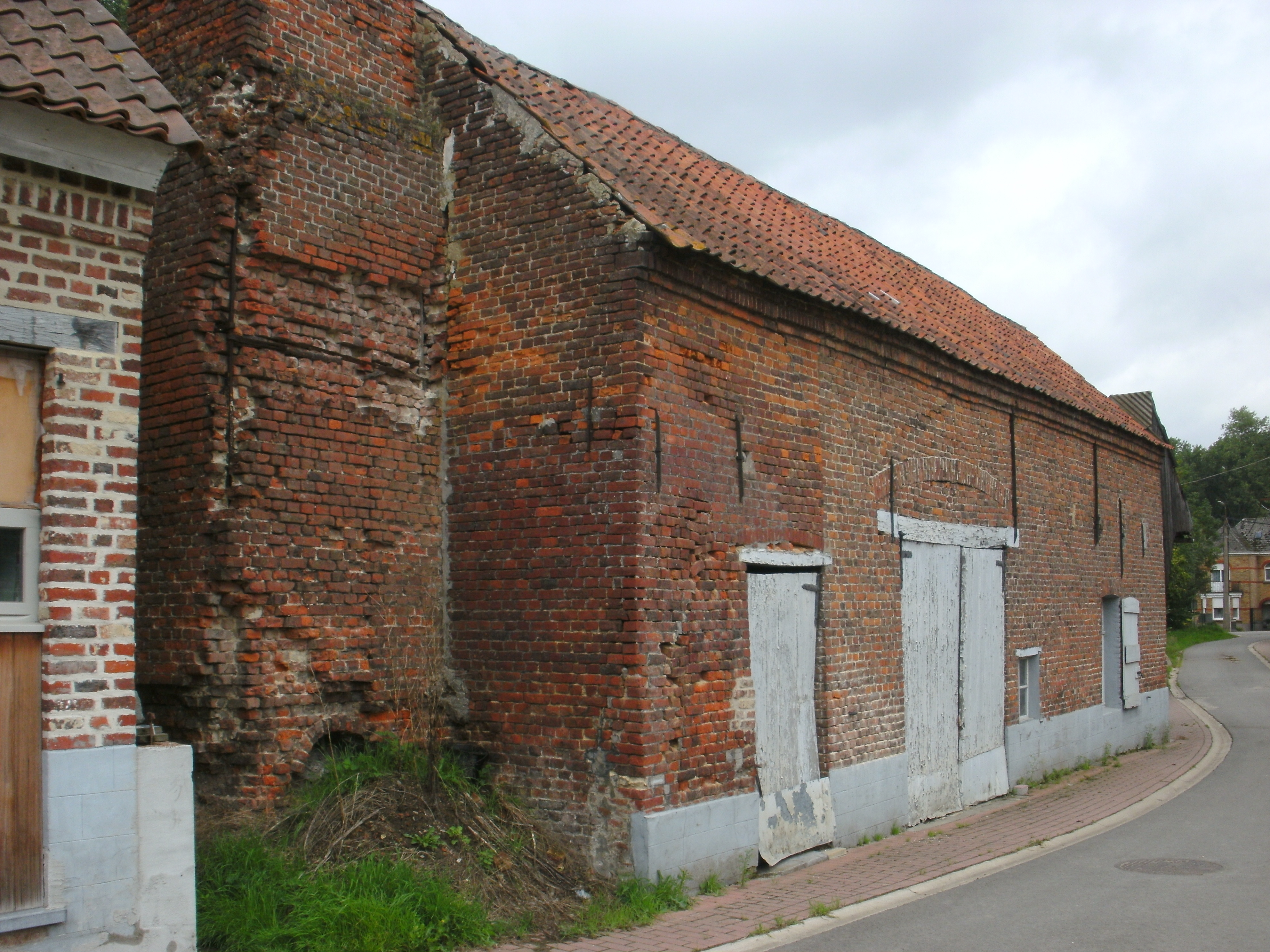
Vorderansicht
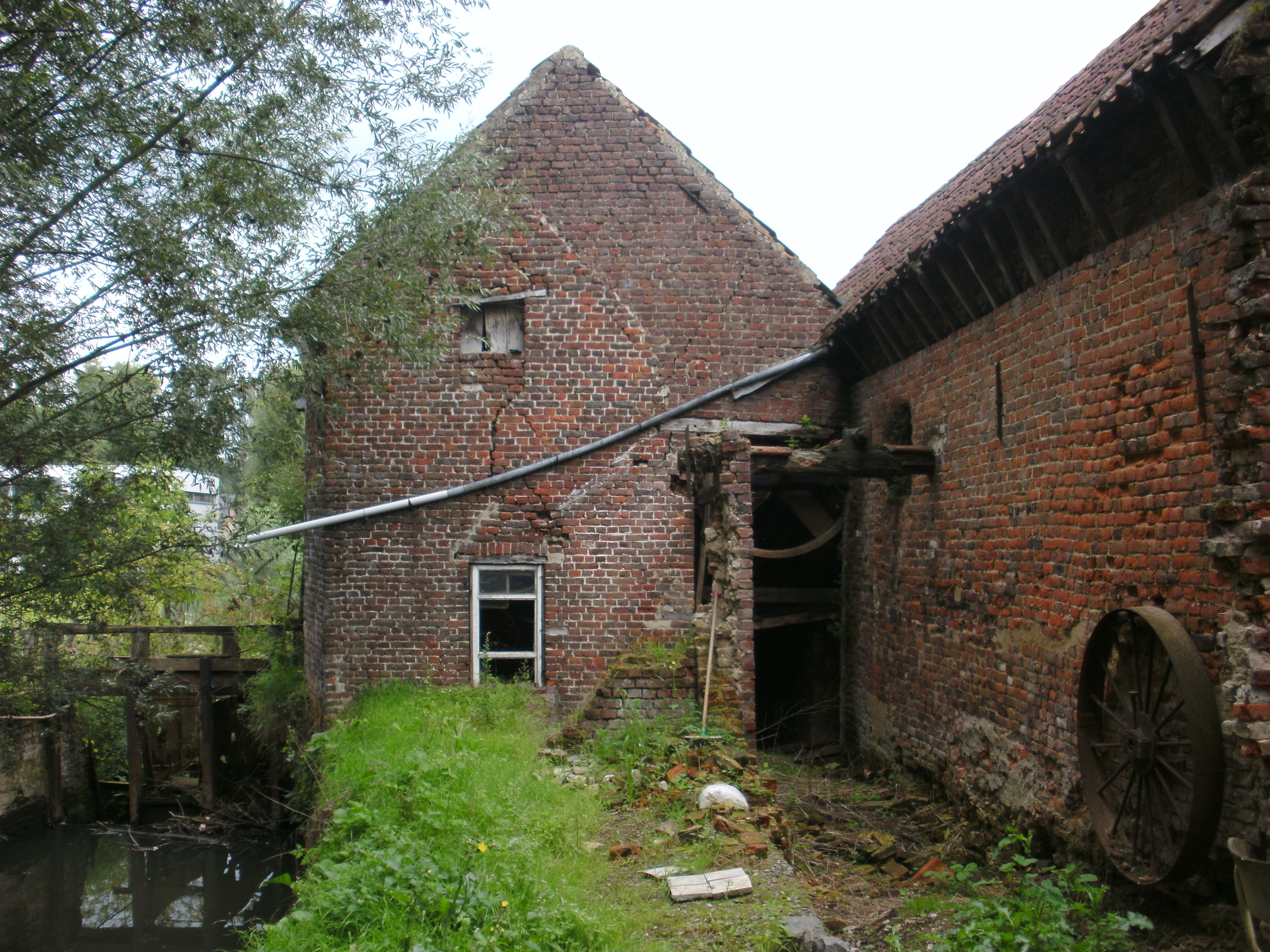
Rückansicht
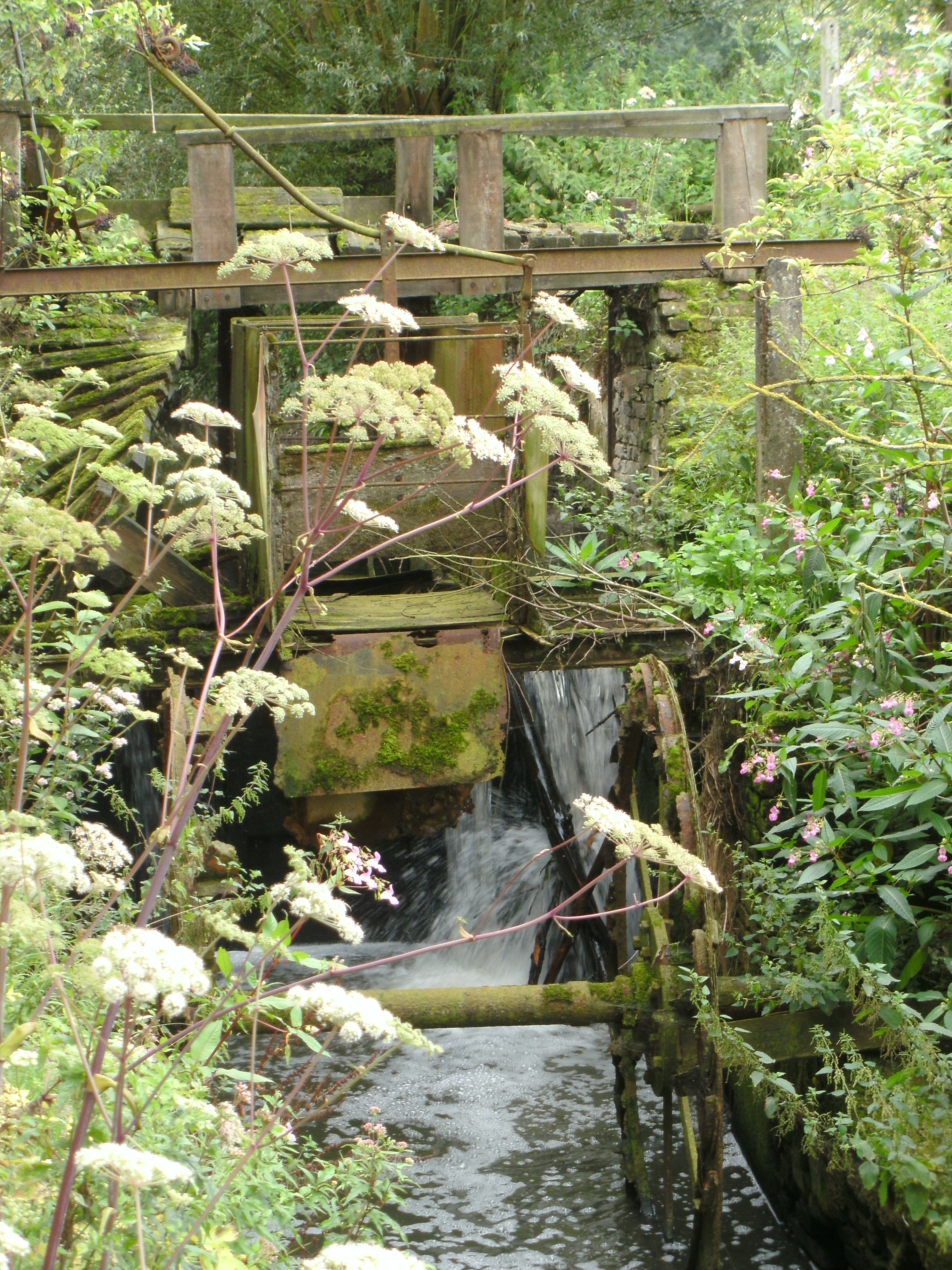
Wasserrad
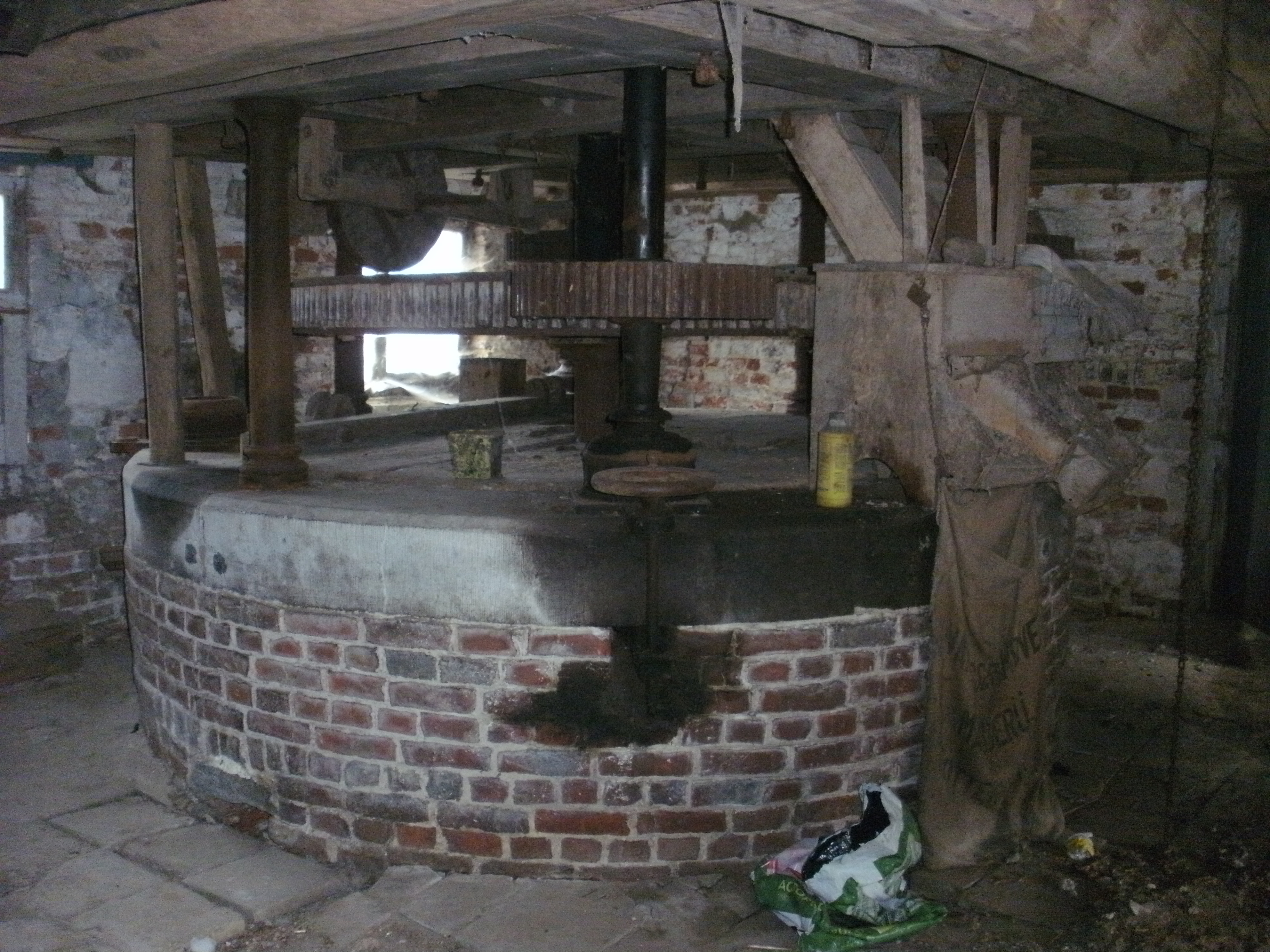
Innenansicht